# Santa Cruz Tayata
Santa Cruz Tayata es una localidad del estado mexicano de Oaxaca. Es cabecera del municipio de Santa Cruz Tayata.

## Demografía
| Censo | Población |
| ----- | --------- |
| 1900  | 498       |
| 1910  | 552       |
| 1921  | 604       |
| 1930  | 655       |
| 1940  | 323       |
| 1950  | 225       |
| 1960  | 586       |
| 1970  | 386       |
| 1980  | 348       |
| 1990  | 299       |
| 1995  | 77        |
| 2000  | 57        |
| 2005  | 23        |
| 2010  | 59        |
| 2020  | 114       |